# Ministério da Aeronáutica
O Ministério da Aeronáutica (MAER) foi uma pasta do governo federal do Brasil criada na administração de presidente Getúlio Vargas em 1941, durante o Estado Novo, centralizando a responsabilidade sobre toda a aviação civil e militar do país, até então dividida entre os ministérios da Guerra, Marinha e Viação e Obras Públicas. A aviação militar, dispersa entre as aviações do Exército e Naval, foi unificada na recém-criada Força Aérea Brasileira (FAB), sob a autoridade do MAER. A criação do Ministério, fruto de uma campanha de aviadores e civis na década de 1930, foi oposta pelo Ministério da Marinha, que não quis perder sua aviação e mais tarde contestaria o monopólio da FAB sobre a aviação militar. Para não favorecer uma das duas forças existentes (Exército e Marinha) à custa da outra, Vargas nomeou um civil, o político Salgado Filho, como o primeiro ministro.

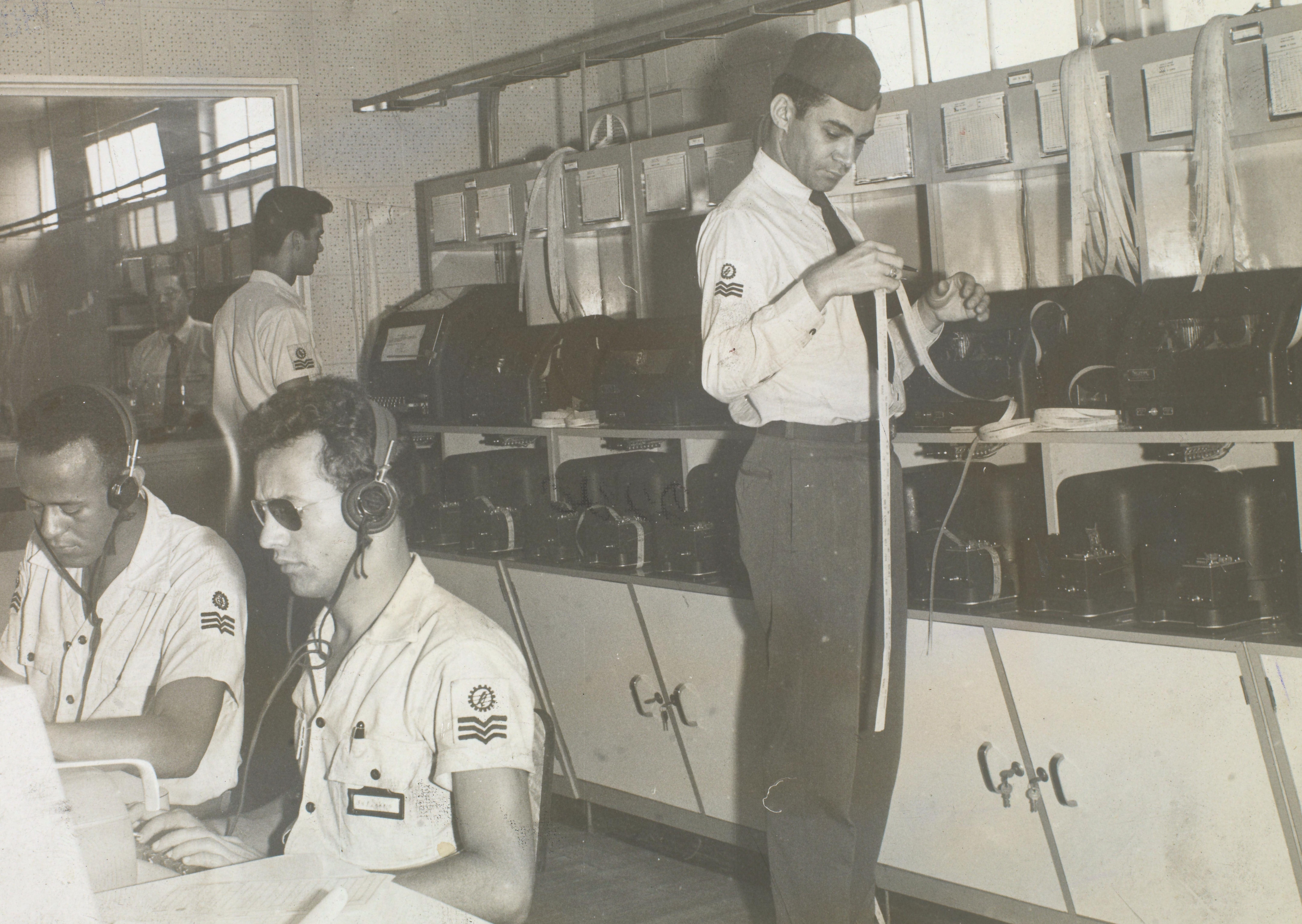
Centro de Comunicações do MAER em 1960

O grupo de militares que fizeram campanha pela criação do ministério e da FAB tinha desde já uma ambição de formar uma indústria aeronáutica no país, levando à criação do Instituto Tecnológico de Aeronáutica e da Embraer nas décadas seguintes. Conforme alguns analistas, o MAER nunca foi propriamente uma burocracia militar, pois combinava uma agência regulatória, o Departamento de Aviação Civil (DAC), uma entidade de fomento à pesquisa, o Departamento de Pesquisa e Desenvolvimento (DEPED), e uma aviação militar, a FAB. Durante o governo do presidente Fernando Henrique Cardoso, o MAER foi transformado em COMAER (Comando da Aeronáutica), passando a estar subordinado ao Ministério da Defesa.